# 14041 Dürrenmatt
14041 Dürrenmatt là một tiểu hành tinh vành đai chính với chu kỳ quỹ đạo là 1267.8563033 ngày (3.47 năm).
Nó được phát hiện ngày 21 tháng 9 năm 1995.